# FOXQ1
FOXQ1‏ (Forkhead box Q1) هوَ بروتين يُشَفر بواسطة جين FOXQ1 في الإنسان.